# Mariia Bocharova
Mariia Aleksandrovna Bocharova (em russo: Мари́я Алекса́ндровна Бочаро́ва) (Lipetsk, 23 de fevereiro de 2002) é um jogadora de vôlei de praia russa, que foi medalhista de ouro nos Jogos Olímpicos de Verão da Juventude em 2018 na Argentina e campeã na edição do Campeonato Mundial Sub-19 no mesmo ano na China.

## Carreira

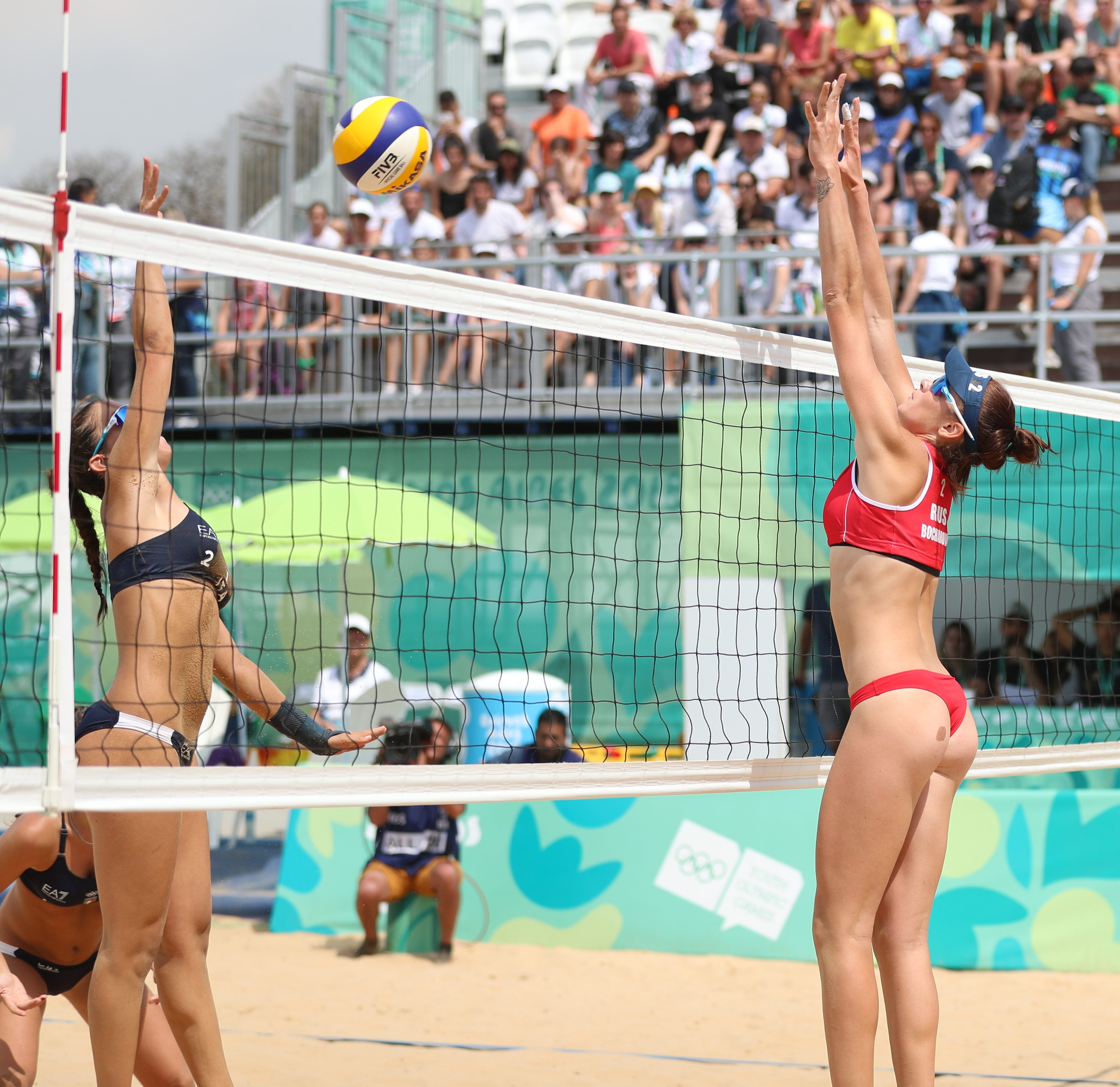

Em 2018 formou dupla com Maria Voronina e disputou a edição do Campeonato Mundial Sub-19 sediado em Nanquim obtendo a medalha de ouro e juntas conquistaram a inédita medalha de ouro na edição dos Jogos Olímpicos de Verão da Juventude em 2018 realizados em Buenos Aires.
Na edição do Campeonato Mundial Sub-21 de 2019 sediado em Udon Thani conquistou juntamente com Maria Voronina a medalha de prata,perdendo para as mulheres brasileiras.